# Egberto de Wessex
Egberto (770/775–839), también escrito Ecgberht, Ecgbert, o Ecgbriht, fue rey de Wessex desde 802 hasta su muerte en 839. Su padre fue el rey Ealhmund de Kent. En la década de 780 d. C., Egbert se vio obligado a exiliarse a la corte de Carlomagno , en el Imperio Franco por causa de los reyes Offa de Mercia y Beorhtric de Wessex, pero a la muerte de este último en 802, Egbert regresó y tomó el trono.
Poco se sabe de los primeros 20 años del reinado de Egberto, pero se cree que pudo mantener la independencia de Wessex frente al reino de Mercia, que en ese momento dominaba los otros reinos del sur de Inglaterra. En 825, Egberto derrotó a Beornwulf de Mercia, puso fin a la supremacía de Mercia en la Batalla de Ellandun y procedió a tomar el control de las dependencias de Mercia en el sureste de Inglaterra. En 829 derrotó a Wiglaf de Mercia y lo expulsó de su reino, gobernando temporalmente Mercia directamente. Más tarde ese año, Egberto recibió la sumisión del rey de Northumbria en Dore (sur de Yorkshire). La Crónica Anglosajona describiría posteriormente a Egberto como bretwalda o "gobernante amplio" de las tierras anglosajonas.
Egberto no pudo mantener esta posición dominante y, en un año, Wiglaf recuperó el trono de Mercia. Sin embargo, Wessex retuvo el control de Kent, Sussex y Surrey; estos territorios fueron entregados al hijo de Egberto, Ethelwulfo para gobernar como subrey. Cuando Egberto murió en 839, Ethelwulfo lo sucedió; los reinos del sureste finalmente fueron absorbidos por el reino de Wessex después de la muerte del hijo de Ethelwulfo, Ethelbaldo en 860. Los descendientes de Egberto gobernaron Wessex y, más tarde, toda Inglaterra continuamente hasta 1013.
Se le considera como el fundador de la actual familia real británica; su nieto Alfredo el Grande (r. 871–899) fue coronado como Rey de los anglosajones en el 886, y luego, en el 927, su nieto Athelstan (r. 924–939) logró la unificación de toda la Heptarquía anglosajona en un único reino: Inglaterra.

## Familia
Los historiadores no están de acuerdo sobre la ascendencia de Egbert. La versión más antigua de la Crónica Anglosajona, la Crónica de Parker, comienza con un prefacio genealógico que rastrea la ascendencia del hijo de Egberto, Ethelwulfo, a través de Egberto, Ealhmund (que se cree que es Ealhmund de Kent), y los desconocidos Eafa y Eoppa hasta Ingild, hermano del rey Ine de Wessex , que abdicó del trono en 726. Se remonta a Cerdic, fundador de la Casa de Wessex. La descendencia de Egberto proveniente de Ingild fue aceptada por destacado historiador Sir Frank Stenton, pero no la genealogía anterior hasta Cerdic. Heather Edwards en su artículo del Dictionary of National Biography sobre Egberto, argumenta que era originario de Kent y que la ascendencia de Sajonia Occidental puede haber sido fabricada durante su reinado para darle legitimidad, mientras que el doctor en historia de la Universidad de Cambridge, Rory Naismith, consideraba poco probable un origen de Kent y que es más probable que "Egberto naciera de una buena estirpe real de Sajonia Occidental".
Se desconoce el nombre de la esposa de Egberto. Una crónica del siglo XV, ahora en poder de la Universidad de Oxford, nombra a su esposa como Redburga, quien supuestamente era pariente de Carlomagno con quien se casó cuando fue desterrado a Francia, pero los historiadores académicos lo descartan en vista de su fecha tardía. Ethelwulfo es su único hijo conocido.
Se dice que tuvo una media hermana, Alburga, que más tarde sería reconocida como santa por la fundación de la abadía de Wilton. Estaba casada con Wulfstan, ealdorman o prefecto de Wiltshire, y a su muerte en 802 se convirtió en monja y luego en la abadesa de abadía de Wilton.

## Contexto político y primeros años

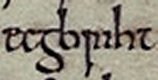
El nombre de Egbert, escrito "Ecgbriht", de la entrada 827 en el manuscrito C de la Crónica Anglosajona.

Offa de Mercia, que reinó del 757 al 796, fue la fuerza dominante en la Inglaterra anglosajona en la segunda mitad del siglo VIII. La relación entre Offa y Cynewulf, que fue rey de Wessex de 757 a 786, no está bien documentada, pero parece probable que Cynewulf mantuviera cierta independencia del señorío de Mercia. La evidencia de la relación entre los reyes puede provenir de las cartas, que eran documentos que otorgaban tierras a seguidores o eclesiásticos, y que fueron atestiguadas por los reyes que tenían poder para otorgar la tierra. En algunos casos, un rey aparecerá en una carta como subregulus, o "subrey", dejando en claro que tiene un señor supremo. Cynewulf aparece como "rey de los sajones occidentales" en una carta de Offa en 772, y fue derrotado por Offa en la batalla en 779 en Bensington, pero no hay nada más que sugiera que Cynewulf no era su propio amo, y no se sabe que haya reconocido a Offa como señor supremo. Offa tuvo influencia en el sureste del país: una carta de 764 lo muestra en compañía de Heahberht de Kent, lo que sugiere que la influencia de Offa ayudó a colocar a Heahberht en el trono. El alcance del control de Offa sobre Kent entre 765 y 776 es un tema de debate entre los historiadores, pero desde 776 hasta alrededor de 784 parece que los reyes de Kent tuvieron una independencia sustancial de Mercia.
Otro Egberto, Egberto II de Kent, gobernó en ese reino durante la década de 770; se le menciona por última vez en 779, en una carta que otorga tierras en Rochester. En 784, un nuevo rey de Kent, Ealhmund, aparece en la Crónica Anglosajona. Según una nota al margen, "este rey Ealhmund era el padre de Egberto [es decir, Ecgberht de Wessex], Egberto era el padre de Ethelwulfo". Esto está respaldado por el prefacio genealógico del manuscrito A de la Crónica Anglosajona, que da el nombre del padre de Egberto como Ealhmund sin más detalles. El prefacio data probablemente de finales del siglo IX; la nota al margen está en el manuscrito F de la Crónica Anglosajona, que es una versión de Kent que data de alrededor del año 1100.
Ealhmund no parece haber sobrevivido mucho tiempo en el poder: no hay registro de sus actividades después de 784. Sin embargo, existe una amplia evidencia de la dominación de Offa en Kent a fines de la década de 780, con sus objetivos aparentemente yendo más allá del señorío absoluto a la anexión total del reino.  Es posible que el joven Egberto huyera a Wessex alrededor del año 785; es sugestivo que la Crónica Anglosajona mencione en una entrada posterior que Beorhtric, el sucesor de Cynewulf, ayudó a Offa a exiliar a Egberto.
Cynewulf fue asesinado en 786. Su sucesión fue impugnada por Egberto, pero fue derrotado por Beorhtric, quizás con la ayuda de Offa. La Crónica Anglosajona registra que Egberto pasó tres años en Francia antes de ser rey, exiliado por Beorhtric y Offa. El texto dice "iii" por tres, pero esto puede haber sido un error de escritura, siendo la lectura correcta "xiii", es decir, trece años. El reinado de Beorhtric duró dieciséis años y no trece; y todos los textos existentes de la Crónica Anglosajona están de acuerdo en "iii", pero muchos relatos modernos asumen que Egberto pasó trece años en Francia. Esto requiere asumir que el error en la transcripción es común a todos los manuscritos de la Crónica Anglosajona ; muchos historiadores hacen esta suposición, pero otros la han rechazado por improbable, dada la consistencia de las fuentes.  En cualquier caso, Egberto probablemente fue exiliado en 789, cuando Beorhtric, su rival, se casó con la hija de Offa de Mercia.
En el momento en que Egberto estaba en el exilio, Francia estaba gobernada por Carlomagno, quien mantuvo la influencia de los francos en Northumbria y se sabe que apoyó a los enemigos de Offa en el sur. Otro exiliado en la Galia en este momento fue Odberht, un sacerdote, que es casi seguro la misma persona que Eadberht, quien más tarde se convirtió en rey de Kent. Según un cronista posterior, Guillermo de Malmesbury, Egberto aprendió las artes del gobierno durante su tiempo en la Galia.

## Inicios del reinado
La dependencia de Beorhtric de Mercia continuó durante el reinado de Cenwulf, quien se convirtió en rey de Mercia unos meses después de la muerte de Offa. Beorhtric murió en 802, y Egberto llegó al trono de Wessex, probablemente con el apoyo de Carlomagno y quizás también del papado. Los mercianos continuaron oponiéndose a Egbert: el día de su ascensión al trono, los hwicce (que originalmente habían formado un reino separado, pero en ese momento formaban parte de Mercia) atacaron, bajo el liderazgo de su ealdorman, Æthelmund. Weohstan, un ealdorman de Wessex, los recibió con hombres de Wiltshire: según una fuente del siglo XV, Weohstan se había casado con Alburga, hermana de Egbert, por lo que era el cuñado del rey.  Los Hwicce fueron derrotados, aunque Weohstan fue asesinado al igual que Æthelmund.  Nada más se registra de las relaciones de Egberto con Mercia durante más de veinte años después de esta batalla. Parece probable que Egberto no tuviera influencia fuera de sus propias fronteras, pero por otro lado no hay evidencia de que alguna vez se sometiera al señorío de Cenwulf. Cenwulf tenía el señorío del resto del sur de Inglaterra, pero en los estatutos de Cenwulf nunca aparece el título de "señor supremo del sur de Inglaterra", presumiblemente como consecuencia de la independencia del reino de Wessex.
En 815, la Crónica Anglosajona registra que Egberto devastó la totalidad de los territorios del reino británico restante, Dumnonia, conocido por el autor de la Crónica Anglosajona como West Welsh; su territorio era equivalente a lo que ahora es Cornualles. Diez años después, una carta fechada el 19 de agosto de 825 indica que Egberto estaba de nuevo en campaña en Dumnonia; esto puede haber estado relacionado con una batalla registrada en la Crónica Anglosajona que se desarrolló en Gafulford en el año 823, entre los hombres de Devon y los británicos de Cornualles.

## La batalla de Ellendun

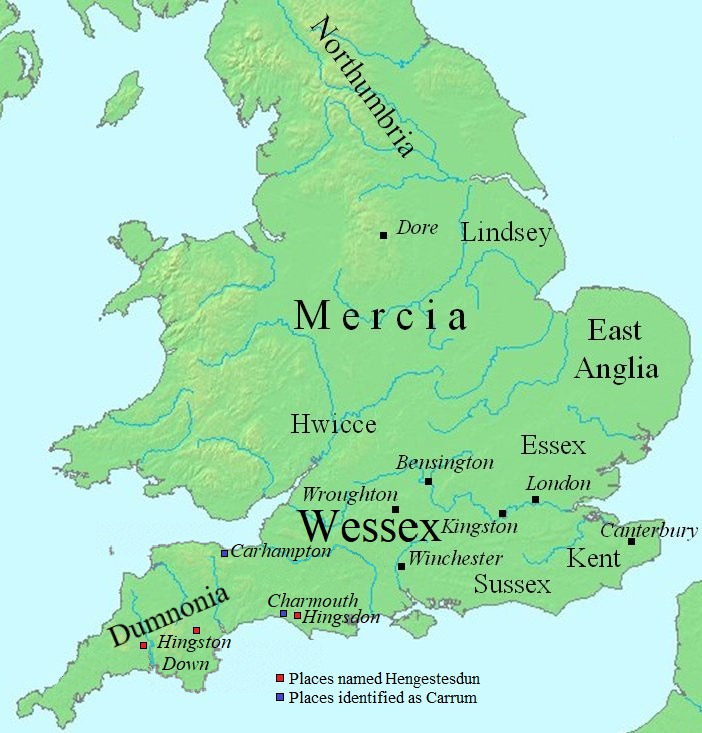
Mapa de Inglaterra durante el reinado de Egberto

Fue también en 825 cuando tuvo lugar una de las batallas más importantes de la Inglaterra anglosajona; Egberto derrotó a Beornwulf de Mercia en Ellandun, actual Wroughton, cerca de Swindon. Esta batalla marcaría el fin de la dominación de Mercia en el sur de Inglaterra. La Crónica Anglosajona cuenta como Egberto siguió su victoria: "Luego envió a su hijo Ethelwulfo del ejército, y Ealhstan, su obispo, y Wulfheard, su ealdorman, a Kent con una gran tropa". Ethelwulfo expulsó a Baldred, el rey de Kent, al norte sobre el Támesis, y según el texto, los hombres de Kent, Essex, Surrey y Sussex se sometieron entonces a Ethelwulfo "porque antes fueron forzados injustamente a alejarse de sus parientes".  Esto puede referirse a las intervenciones de Offa en Kent en el momento en que el padre de Egberto, Ealhmund, se convirtió en rey; si es así, el comentario del cronista también puede indicar que Ealhmund tenía conexiones en otras partes del sureste de Inglaterra.
La versión de los hechos de The Chronicle hace parecer que Baldred fue expulsado poco después de la batalla, pero probablemente no fue así. Sobrevive un documento de Kent que da la fecha, marzo de 826, como en el tercer año del reinado de Beornwulf. Esto hace probable que Beornwulf todavía tuviera autoridad en Kent en esta fecha, como señor supremo de Baldred; por lo tanto, Baldred aparentemente todavía estaba en el poder. En Essex, Egberto expulsó al rey Sigeredo, aunque se desconoce la fecha. Es posible que se haya retrasado hasta 829, ya que un cronista posterior asocia la expulsión con una campaña de Egberto en ese año contra los mercianos.
La Crónica Anglosajona no dice quién fue el agresor en Ellandun, pero una historia reciente afirma que Beornwulf fue casi con certeza quien atacó. Según este punto de vista, Beornwulf pudo haberse aprovechado de la campaña de Wessex en Dumnonia en el verano de 825. La motivación de Beornwulf para lanzar un ataque habría sido la amenaza de disturbios o inestabilidad en el sureste: las conexiones dinásticas con Kent convirtieron a Wessex en una amenaza al dominio de Mercia.
Las consecuencias de Ellandun fueron más allá de la pérdida inmediata del poder de Mercia en el sureste. Según la Crónica Anglosajona, los anglosajones orientales solicitaron la protección de Egberto contra los mercianos en el mismo año, 825, aunque en realidad pudo haber sido en el año siguiente cuando se hizo la solicitud. En 826, Beornwulf invadió Anglia del Este u Oriental, presumiblemente para recuperar su señorío. Sin embargo, fue asesinado, al igual que su sucesor, Ludeca, que invadió Anglia Oriental en 827, evidentemente por la misma razón. Puede ser que los mercianos esperaran el apoyo de Kent: había alguna razón para suponer que Wulfred, el arzobispo de Canterbury, podría estar descontento con el dominio de Sajonia Occidental, ya que Egberto había terminado con la moneda de Wulfred y había comenzado a acuñar la suya propia, en Rochester y Canterbury, y se sabe que Egberto se apoderó de propiedades pertenecientes a Canterbury. El resultado en Anglia del Este fue un desastre para los mercianos que confirmaron el poder de Sajón Occidental en el sureste.

## Derrota de Mercia

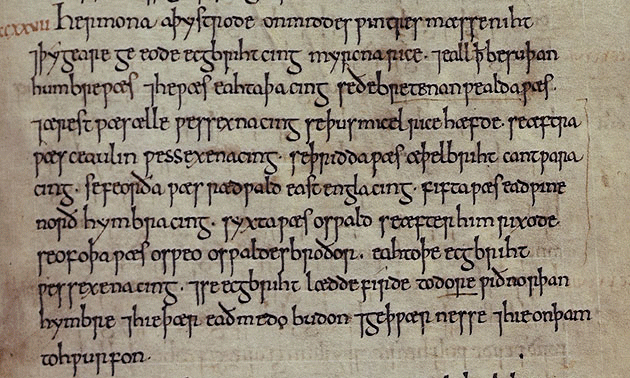
Entrada para 827 en el manuscrito [C] de la Crónica, listando los ocho bretwaldas.

En 829 Egberto invadió Mercia y exilió a Wiglaf, el rey de Mercia. Esta victoria le dio a Egberto el control de la Casa de la Moneda de Londres y emitió monedas como Rey de Mercia. Fue después de esta victoria que el escriba sajón occidental lo describió como un bretwalda, que significa "gobernante amplio" o quizás "gobernante de Gran Bretaña", en un famoso pasaje de la Crónica Anglosajona . La parte relevante del anal dice, en el manuscrito C de la Crónica :

⁊ þy geare geeode Ecgbriht cing Myrcna rice ⁊ eall þæt be suþan Humbre wæs, ⁊ he wæs eahtaþa cing se ðe Bretenanwealda wæs.

Traducción:

Y el mismo año, el rey Egberto conquistó el reino de Mercia, y todo lo que estaba al sur del Humber, y fue el octavo rey que fue "Gobernante amplio".

Las siete bretwaldas anteriores también son nombradas por el Cronista, quien da los mismos siete nombres que Beda enumera como poseedores de imperium, comenzando con Ælle de Sussex y terminando con Oswiu de Northumbria. A menudo se piensa que la lista está incompleta, ya que omite algunos reyes dominantes de Mercia, como Penda y Offa. El significado exacto del título ha sido muy debatido; se ha descrito como "un término de poesía encomiástica", pero también hay evidencia de que implicaba un papel definido de liderazgo militar.
Más tarde, en 829, según la Crónica Anglosajona , Egberto recibió la sumisión de los habitantes de Northumbria en Dore (ahora un suburbio de Sheffield); el rey de Northumbria era probablemente Eanred. Según un cronista posterior, Roger de Wendover, Egberto invadió Northumbria y la saqueó antes de que Eanred se sometiera: "Cuando Egberto obtuvo todos los reinos del sur, condujo un gran ejército a Northumbria y arrasó esa provincia con severos saqueos, e hizo que el rey Eanred pagara tributo". Se sabe que Roger de Wendover incorporó anales de Northumbria en su versión; la Crónica Anglosajona no menciona estos hechos. Sin embargo, se ha cuestionado la naturaleza de la sumisión de Eanred: un historiador sugirió que es más probable que la reunión en Dore representara un reconocimiento mutuo de soberanía.
En 830, Egberto dirigió una exitosa expedición contra los galeses, casi con seguridad con la intención de extender la influencia de Sajonia Occidental a las tierras galesas que antes estaban dentro de la órbita de Mercia. Esto marcó el punto más alto de la influencia de Egberto.

## Pérdida de influencia a partir de 829

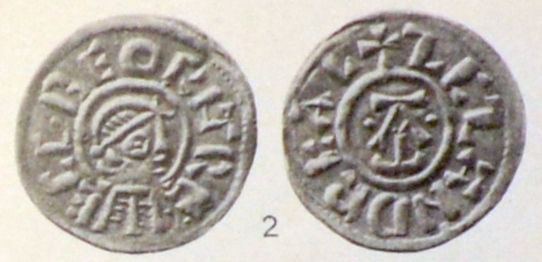
Moneda del rey Egberto.

En 830, Mercia recuperó su independencia bajo Wiglaf: la Crónica se limita a informar de que Wiglaf «obtuvo el reino de Mercia de nuevo», pero la explicación más probable es que eso fuera el resultado de una rebelión merciana contra el gobierno de Wessex.
El dominio de Egberto sobre el sur de Inglaterra concluyó con el regreso al poder de Wiglaf. El regreso de Wiglaf vino seguido por evidencias de su independencia de Wessex. Los diplomas indican que Wiglaf tenía autoridad en Middlesex y Berkshire, y en un diploma de 836 Wiglaf utiliza la expresión «mis obispos, duces y magistrados» para describir a un grupo que incluía once obispos de la diócesis de Canterbury, incluidos obispos de sedes en territorio de Wessex. Es significativo que Wiglaf aún fuera capaz de convocar a semejante asamblea de notables; los Sajones Occidentales, incluso en el caso de que fueran capaces de hacerlo, no celebraban semejantes concilios. Puede que Wiglaf consiguiera poner a Essex nuevamente en la órbita merciana durante años una vez recuperó su trono. En Estanglia, el rey Æthelstan acuñó monedas tras el declive de Egberto. Esta demostración de independencia por parte de Estanglia no es sorprendente, teniendo en cuenta que Æthelstan posiblemente fuese responsable de la derrota y muerte tanto de Beornwulf como de Ludeca.
Tanto el ascenso repentino de Wessex a finales de los años 820, como su posterior fracaso a la hora de mantener la posición dominante, han sido examinados por historiadores en busca de las causas subyacentes. Una explicación plausible de los acontecimientos es que la fortuna de Wessex dependía en parte del apoyo carolingio. Los francos apoyaron a Eardwulfo de Northumbria cuando recuperó el trono de Northumbria en 808, así que es razonable pensar que también apoyaron a Egberto en 802. En la Pascua de 839, no mucho antes de la muerte de Egberto, éste estaba en contacto con Luis el Piadoso, rey de los Francos, para obtener un salvoconducto hacia Roma. De aquí se infiere que pudo existir una relación continua con el Imperio Franco parece haber sido una tónica habitual de la política del sur de Inglaterra durante la primera mitad del siglo IX.
El apoyo carolingio pudo haber sido uno de los factores que ayudaron a Egberto a obtener sus éxitos militares. Sin embargo las redes comerciales francas se derrumbaron en algún momento de la década de 820 u 830; además, en febrero de 830 se desató una violenta rebelión contra Luis el Piadoso, la primera de una serie de conflictos internos que durarían toda la década siguiente. Estos problemas pudieron dificultar la ayuda de Luis al monarca sajón. La pérdida de la influencia franca contribuiría a un nuevo equilibrio entre Estanglia, Mercia y Wessex sin injerencia externa.
Pese a la pérdida de influencia, los éxitos militares de Egberto alteraron dramáticamente el paisaje político de la Inglaterra anglosajona. Wessex retuvo el control de los reinos del sureste de la isla, con la posible excepción de Essex, y Mercia no recuperó el control de Anglia Oriental. Las victorias de Egberto marcaron el fin de la existencia independiente de Kent y Sussex. Los territorios conquistados fueron administrados como subreinos durante un tiempo, incluyendo Surrey y, posiblemente Essex. Aunque Æthelwulf fue un virrey bajo Egberto, está claro que mantuvo su propia casa real, la cual viajaba junto a él por todo el reino. Diplomas emitidos desde Kent describen a Egberto y Æthelwulfo como "reyes de los Sajones Occidentales y del pueblo de Kent." A la muerte de Æthelwulf en 858, su testamento, en el que se deja Wessex a uno de sus hijos y Kent a otro, deja claro que no fue hasta 858 cuando ambos reinos se integraron completamente. Mercia continuó siendo una amenaza, sin embargo; Æthelwulf, el hijo de Egberto, establecido como rey de Kent, concedió propiedades a la Iglesia, posiblemente a Canterbury, para contrarrestar la influencia de los mercianos.
En el suroeste, Egbert fue derrotado en 836 en Carhampton por los Daneses, pero en 838 consiguió derrotarlos a ellos y a sus aliados galeses en la Batalla de Hingston Down en Cornualles. La línea real de Dumnonian se mantuvo tras este hecho, pero en esta fecha se puede dar por finalizada la independencia de uno de los últimos reinos británicos. Los detalles de la expansión anglosajona en Cornualles son bastante escasos, pero podemos encontrar evidencias toponímicas. El río Ottery, que fluye hacia el este hasta el Tamar cerca de Launceston, parece haber sido una frontera: al sur del Ottery, los nombres de lugar son mayoritariamente córnicos, mientras que al norte están mucho más influidos por los recién llegados ingleses.

## Sucesión

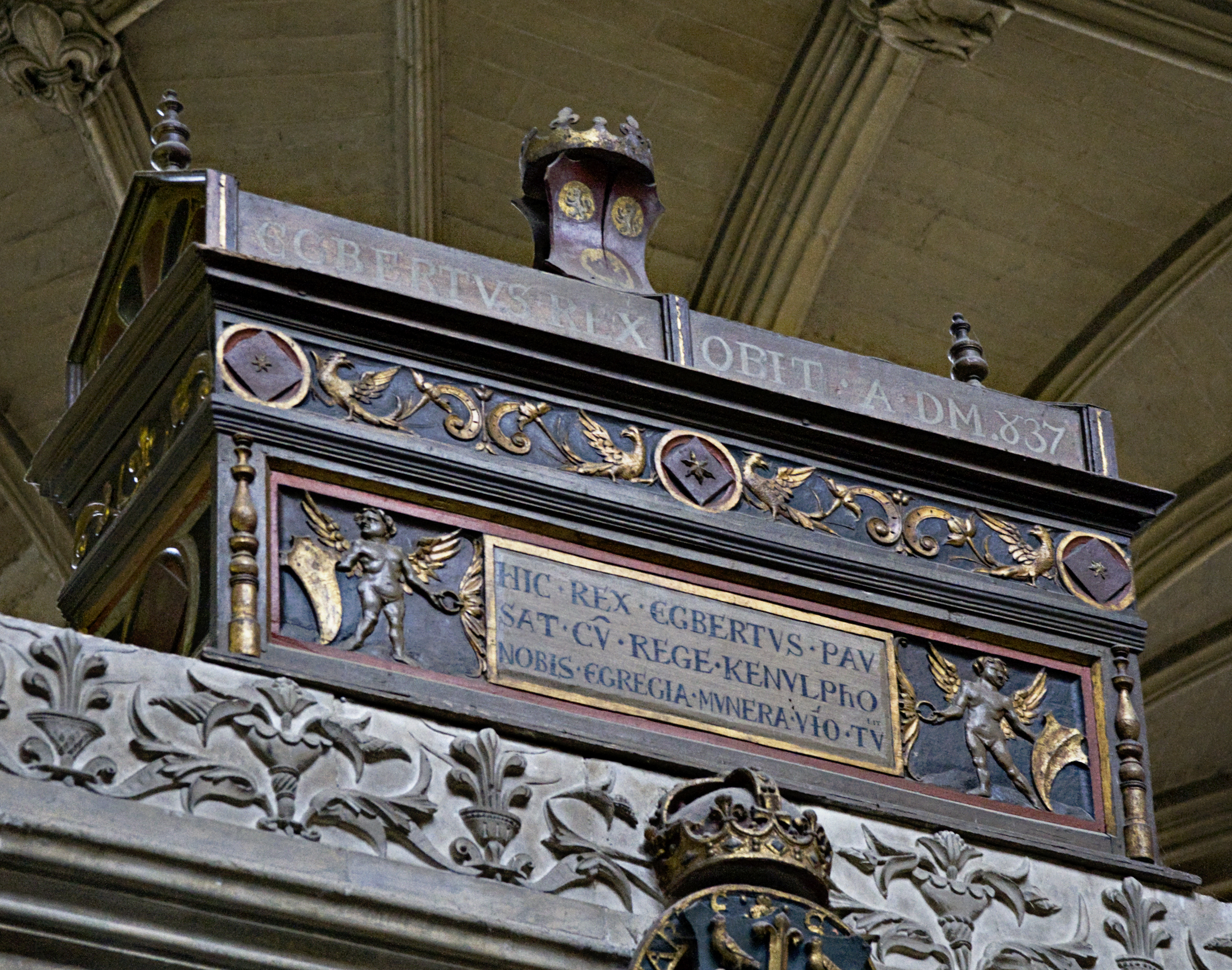
Arcón mortuorio del, uno entre los varios erigidos por Richard Foxe, obispo, en la Catedral de Winchester, que se piensa contiene los restos de Egberto

En un concilio en Kingston upon Thames en 838, Egberto y Ethelwulfo otorgaron tierras a las sedes de Winchester y Canterbury a cambio de la promesa de apoyo para el reclamo del trono de Ethelwulfo. El arzobispo de Canterbury, Ceolnoth, también aceptó a Egberto y Ethelwulfo como los señores y protectores de los monasterios bajo el control de Ceolnoth. Estos acuerdos, junto con una carta posterior en la que Ethelwulfo confirmó los privilegios de la iglesia, sugieren que la iglesia había reconocido que Wessex era un nuevo poder político que debía ser tratado. Los eclesiásticos consagraron al rey en las ceremonias de coronación y ayudaron a escribir los testamentos que especificaban al heredero del rey; su apoyo tuvo un valor real para establecer el control de Sajonia Occidental y una sucesión sin problemas para la línea de sucesión de Egberto. Tanto el registro del Concilio de Kingston, como otra carta de ese año, incluyen la misma frase: que una condición de la concesión es que "nosotros mismos y nuestros herederos siempre tendremos amistades firmes e inquebrantables del arzobispo Ceolnoth y su congregación en la Iglesia de Cristo"..
Aunque no se sabe nada de otros aspirantes al trono, es probable que hubiera otros descendientes sobrevivientes de Cerdic (el supuesto progenitor de todos los reyes de Wessex) que podrían haber luchado por el reino. Egberto murió en 839, y su testamento, según el relato que se encuentra en el testamento de su nieto, Alfredo el Grande, dejó tierras solo a los miembros masculinos de su familia, para que las propiedades no se perdieran para la casa real a través de casamiento. La riqueza de Egberto, adquirida a través de la conquista, fue sin duda una de las razones de su capacidad para comprar el apoyo del establecimiento de la iglesia del sureste; la frugalidad de su voluntad indica que entendió la importancia de la riqueza personal para un rey. La realeza de Wessex había sido disputada con frecuencia entre diferentes ramas de la línea real, y es un logro notable de Egberto pudiera asegurar la sucesión sin problemas de su hijo Ethelwulfo. Además, la experiencia de Ethelwulfo de la realeza, en el subreino formado a partir de las conquistas del sureste de Egberto, habría sido valiosa para él cuando asumió el trono.
Egberto fue enterrado en Winchester, al igual que su hijo Ethelwulfo, su nieto Alfredo el Grande, y su bisnieto, Eduardo el Viejo. Durante el siglo IX Winchester comenzó a mostrar signos de urbanización, y es probable que la secuencia de los entierros indique que la línea real de Sajonia Occidental tenía en alta estima a Winchester.